# 名古屋市立中村小学校
名古屋市立中村小学校（なごやしりつなかむらしょうがっこう）は、名古屋市中村区中村町にある公立小学校。

## 歴史

### 沿革
- 1873年（明治6年）10月14日 - 第2中学区第31番小学銀杏学校の名称で、薬師寺（中村中町）境内において創立される[1]。
- 1879年（明治12年） - 愛知県愛知郡第10番小学銀杏学校と改称する[1]。
- 1887年（明治20年）4月 - 第4学区尋常小学中村学校と改称する[1]。
- 1891年（明治24年）10月28日 - 濃尾大地震に被災[1]。
- 1892年（明治25年）7月 - 織豊村立中村尋常小学校と改称する[1]。
- 1908年（明治41年）4月1日 - 中村西部尋常小学校と改称する[1]。
- 1909年（明治42年）
  - 4月 - 現在地に移転する[1]。
  - 7月 - 高等科併設に伴い、中村西部尋常高等小学校と改称する[1]。
- 1921年（大正10年）
  - 4月 - 校歌が県知事に認可される[1]。
  - 8月22日 - 名古屋市中村尋常高等小学校と改称する[1]。
- 1940年（昭和15年）8月 - 高等科廃止に伴い、名古屋市中村尋常小学校と改称する[1]。
- 1941年（昭和16年）4月 - 名古屋市中村国民学校と改称する[1]。
- 1945年（昭和20年） - 1921年制定の校歌が廃止される[1]。
- 1947年（昭和22年）4月1日 - 名古屋市立中村小学校と改称する[1]。
- 1958年（昭和33年）4月1日 - 児童数の過大により、名古屋市立豊臣小学校が分離する[1]。

## 通学区域
所管する名古屋市教育委員会は、2019年（令和元年）9月1日現在、中村区のうち、太閤通7丁目～9丁目・鳥居通5丁目・中村町2丁目～8丁目・中村町（字大島・字加藤屋敷・字木下屋敷・字楠・中村公園内・字侍屋）・道下町3～5丁目・名楽町2～5丁目・元中村町の各全域および太閤通6丁目・鳥居通4丁目・中村町1丁目・藤江町3～4丁目・名楽町1丁目の各一部を通学区域として指定している。
また、卒業後の進学先は名古屋市立豊正中学校となっている。

## 卒業生
- 寺西睦（政治家）[WEB 3]

### WEB
1. ↑  名古屋市教育委員会事務局総務部教育環境計画室計画係 (2019年9月1日). “名古屋市立小・中学校の通学区域一覧（中村区）” (PDF).   名古屋市. 2020年8月8日閲覧。
2. ↑  名古屋市教育委員会事務局総務部教育環境計画室計画係 (2018年4月1日). “名古屋市立中学校区一覧（小→中）” (PDF).   名古屋市. 2020年8月8日閲覧。
3. ↑  “プロフィール”.   寺西睦. 2020年8月8日閲覧。

### 書籍
1. 1 2 3 4 5 6 7 8 9 10 11 12 13 14 15 16  中村区制施行50周年記念事業実行委員会記念誌編集委員会 1987, p. 91.